# Сен-Мартен-дез-Антре
Сен-Марте́н-дез-Антре́ (фр. Saint-Martin-des-Entrées) — коммуна во Франции, находится в регионе Нижняя Нормандия. Департамент коммуны — Кальвадос. Входит в состав кантона Бейё. Округ коммуны — Байё.
Код INSEE коммуны — 14630.

## Население
Население коммуны на 2010 год составляло 623 человека.
| 1962 | 1968 | 1975 | 1982 | 1990 | 1999 | 2010 |
| ---- | ---- | ---- | ---- | ---- | ---- | ---- |
| 317  | 291  | 313  | 458  | 487  | 500  | 623  |

## Экономика
В 2010 году среди 430 человек трудоспособного возраста (15—64 лет) 304 были экономически активными, 126 — неактивными (показатель активности — 70,7 %, в 1999 году было 70,3 %). Из 304 активных жителей работали 282 человека (151 мужчина и 131 женщина), безработных было 22 (7 мужчин и 15 женщин). Среди 126 неактивных 51 человек были учениками или студентами, 59 — пенсионерами, 16 были неактивными по другим причинам.